# Xã Queen, Quận Polk, Minnesota
Xã Queen (tiếng Anh: Queen Township) là một xã thuộc quận Polk, tiểu bang Minnesota, Hoa Kỳ. Năm 2010, dân số của xã này là 214 người.